# Ludwig (Arnsberg)
Ludwig († 2. Mai 1313) war Graf von Arnsberg und regierte anfangs noch als Mitregent seines Vaters, später allein von 1282 bis 1313.

## Familie und Herkunft
Ludwig war der Sohn des Grafen Gottfried III. von Arnsberg und der Adelheid von Blieskastel, Tochter und Miterbin von Graf Heinrich. Er selbst heiratete Pironette von Jülich, eine Tochter von Graf Wilhelm IV. von Jülich. Mit dieser hatte Ludwig dreizehn Kinder. Von diesen wurde Wilhelm Nachfolger Ludwigs. Die übrigen Söhne traten in den geistlichen Stand ein. Der Sohn Gottfried wurde Bischof von Osnabrück. Später beanspruchte er auch das Bischofsamt im Bistum Bremen. Walram wurde Kanoniker in Aachen, Domherr in Utrecht sowie Propst des Stifts Meschede. Gerhard war Kanoniker an St. Gereon in Köln. Friedrich wurde Abt im Kloster Steinfeld und später Kanoniker im Kloster Wedinghausen. Johann war Domherr in Paderborn und Kanoniker an St. Gereon in Köln. Richarda war in erster Ehe mit Johann II., Fürst von Mecklenburg in Gardebusch, und in zweiter Ehe mit Wilhelm Graf von Dale verheiratet. Peronette wurde Kanonisse in St. Cäcilien in Köln. Rixeta wurde Äbtissin von St. Ursula in Köln. Katharina heiratete Dietrich II. von Bilstein. Adelheid war mit Philipp II. von Viaden vermählt. Mechthild war Nonne im Kloster Oelinghausen. Loretta war Kanonisse in Villich.

## Leben und Wirken

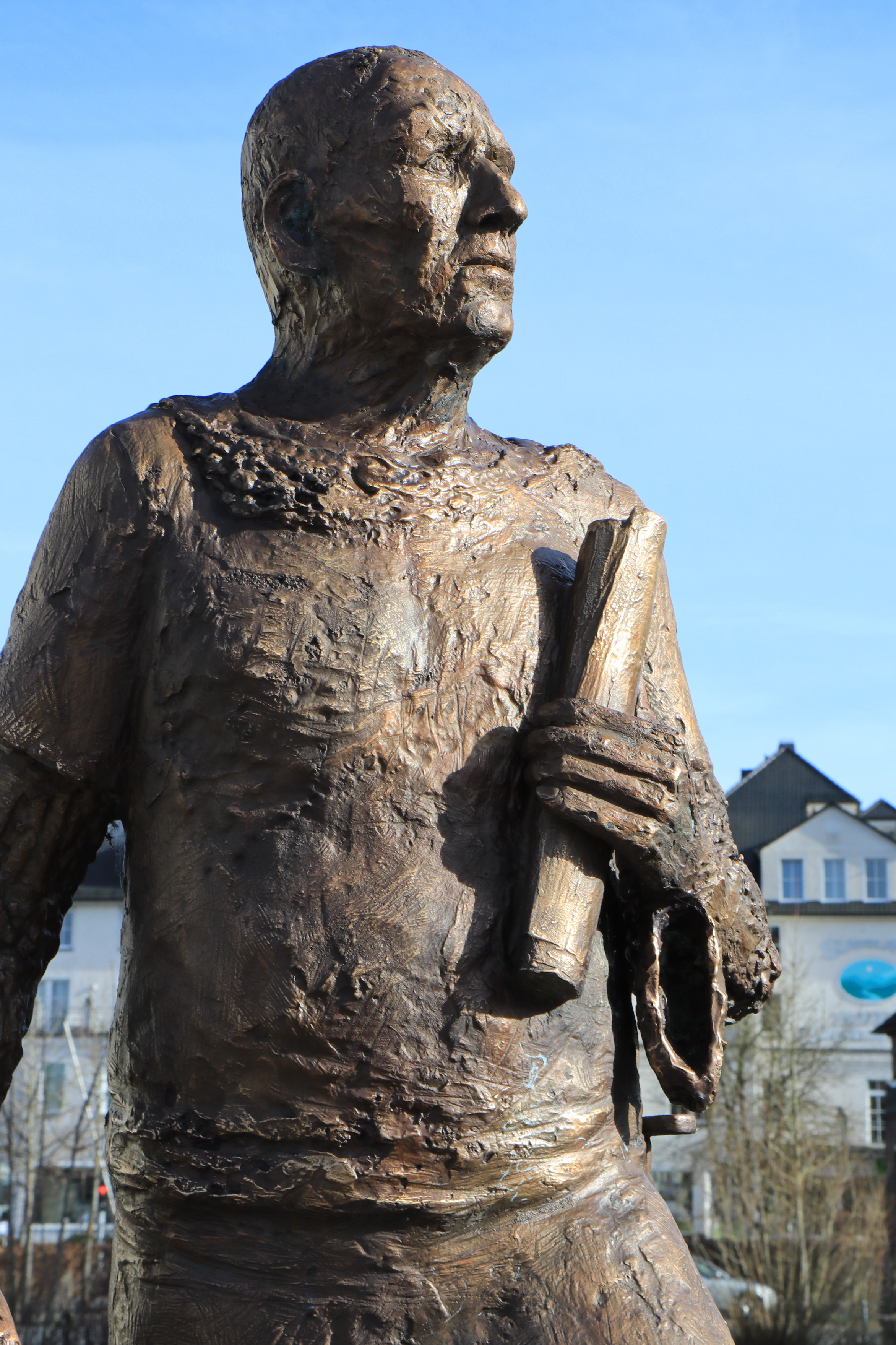
Skulptur auf der Röhrbrücke in Sundern (Sauerland)

Der Übergang der Grafenwürde ist nicht eindeutig zu datieren. Klar ist, dass Ludwig noch zu Lebzeiten seines Vaters einige Jahre Mitregent war. In der äußeren Politik setzte Ludwig eher auf Kompromisse. Daher kam es trotz erheblicher Konflikte mit den kölnischen Erzbischöfen, insbesondere mit Siegfried von Westerburg, nicht zu kriegerischen Auseinandersetzungen. Im Streit um die Kontrolle des Gogerichts Wickede, auf das die Grafen von Arnsberg und auch die Kölner Anspruch erhoben, wurde ein Schiedsgericht eingesetzt. Dies diente offenbar zur Beschwichtigung, um den Grafen zum Verbündeten im Limburger Erbkrieg gegen Brabant im Jahr 1280 zu machen. In diesem Zusammenhang sagte der Erzbischof dem Grafen Schutz vor den Grafen von der Mark zu. Außerdem versprach der Erzbischof, einige der Söhne und Brüder Ludwigs mit kirchlichen Pfründen zu versorgen. Trotz dieses Bündnisses scheint sich Ludwig an den kriegerischen Aktionen des Bischofs nicht beteiligt zu haben.
Trotz der demonstrierten Eintracht bestanden gewisse Spannungen weiter. So befand sich Ludwig 1293 in einer Fehde mit der kölnischen Besatzung in Hovestadt. Für das dennoch fortdauernde Einvernehmen spricht, dass der Erzbischof selbst 1296 die Trauung des späteren Grafen Wilhelm mit Beatrix von Rietberg vornahm. Im Fall des Streits um Wickede kam es auch durch die Verschleppung des Verfahrens zu keiner Entscheidung, weswegen sich Ludwig beim neuen Kölner Erzbischof Wigbold von Holte beschwerte, dass der Erzstuhl das Gericht noch immer unrechtmäßig für sich beanspruche. Inwieweit eine Intervention in dieser Sache bei König Albrecht Erfolg hatte, ist nicht ganz klar. Weitere Beschwerden kamen hinzu. So habe Köln das Dorf Werl, einst Hauptsitz der gräflichen Familie, und noch immer auf dem Gebiet der Grafschaft liegend, unrechtmäßig befestigt. Die Kölner Erzbischöfe hatten auf dem Fürstenberg unmittelbar an der Grenze der Grafschaft eine neue Burg errichtet. Vor allem aber hatten die Kölner innerhalb eines Waldgebietes, das der Graf vom Kaiser zu Lehen erhalten hatte, die Städte Warstein, Belecke und Kallenhardt errichtet. Insgesamt befand sich Graf Ludwig gegenüber den expansiven Kölner Erzbischöfen erkennbar in der Defensive.
Nicht zuletzt deswegen konzentrierte er sich auf den inneren Ausbau und die Schaffung eines zusammenhängenden Herrschaftsgebiets. So wurden entlegene Besitztümer gegen solche innerhalb der Grenzen getauscht. Seine Schwester Mathilde (Mechthild), die mit dem Grafensohn Heinrich III. von Waldeck verlobt war, erhielt die Wewelsburg als Brautschatz. Einen bedeutenden Besitzzuwachs erfuhr das Grafenhaus durch Elisabeth Holte, eine Erbin der Edelherren von Arnsberg, die alle früher zu Lehen gegebenen Güter an Graf Ludwig zurückgab. Von einem weiteren Nachkommen dieses Geschlechts erhielt er die Hälfte der Freigrafschaft Velmede und später auch die Freigrafschaft Stockum. Vom Kloster Scheda erwarb Ludwig die Patronatsrechte über die Pfarrei Hüsten. Das Dorf Wenholthausen, das sich im Besitz der Herren von Ardey befand, kaufte er für die Grafschaft zurück. Daneben entstanden durch Rodungen die Dörfer Sundern, Hagen und Langscheid, die teilweise zu Freiheiten erklärt wurden. Dass diese kein vollständiges Stadtrecht erhielten, hing mit der ablehnenden Haltung des Kölner Erzbischofs in seiner Eigenschaft als Herzog von Westfalen zusammen.
Nach fast vierzigjähriger Regierungszeit starb Graf Ludwig am 2. Mai 1313.